# Jacoby Brissett
Jacoby Jajuan Brissett (* 11. Dezember 1992 in West Palm Beach, Florida) ist ein US-amerikanischer American-Football-Spieler auf der Position des Quarterbacks. Er spielt für die Arizona Cardinals in der National Football League (NFL).

## Sportliche Karriere

### New England Patriots
Die New England Patriots wählten Jacoby Brissett beim NFL Draft 2016 in der dritten Runde als 91. Spieler aus.

### Indianapolis Colts
Am 2. September 2017 wurde Brissett zu den Indianapolis Colts für Wide Receiver Phillip Dorsett von den New England Patriots getauscht. Brissett spielte in 16 Spielen und warf Pässe für 3.098 Yards, 13 Touchdowns und 7 Interceptions. Die Indianapolis Colts beendeten die Saison 2017 mit 4 Siegen und 12 Niederlagen. 2019 ging er als Starting Quarterback in die Saison infolge des Rücktritts von Andrew Luck, kurz vor Saisonbeginn.

### Miami Dolphins
Im März 2021 nahmen die Miami Dolphins Brissett unter Vertrag. Nach einer Verletzung von Tua Tagovailoa wurde er übergangsweise zum Starting Quarterback ernannt.

### Cleveland Browns
Am 25. März 2022 nahmen ihn die Cleveland Browns als Backup für Deshaun Watson unter Vertrag.

### Washington Commanders
Das Franchise aus der Hauptstadt nahm Brissett im März 2023 für ein Jahr unter Vertrag, er unterschrieb einen Einjahresvertrag im Wert von 10 Millionen US-Dollar. Als Nachfolger von Taylor Heinicke, der bei den Atlanta Falcons unterschrieben hat, sollte er den Starting-Quarterback Sam Howell unter Druck setzen.

### New England Patriots
Im März 2024 nahmen die New England Patriots Brissett unter Vertrag. Dort war er Starter, bis Rookie Drake Maye übernahm.

### Arizona Cardinals
Vor der Saison 2025 schloss Brissett sich den Arizona Cardinals an.

### Karrierestatistik
| 2016                               | New England Patriots  | 3  | 34–55     | 61,8 | 400    | 0  | 0  | 83,9  | 83  | 1  |
| 2017                               | Indianapolis Colts    | 16 | 276–469   | 58,8 | 3.098  | 13 | 7  | 81,7  | 260 | 4  |
| 2018                               | Indianapolis Colts    | 4  | 2–4       | 50,0 | 2      | 0  | 0  | 56,2  | −7  | 0  |
| 2019                               | Indianapolis Colts    | 15 | 272–447   | 60,9 | 2.942  | 18 | 6  | 88,0  | 228 | 4  |
| 2020                               | Indianapolis Colts    | 11 | 2–8       | 25   | 17     | 0  | 0  | 39,6  | 19  | 3  |
| 2021                               | Miami Dolphins        | 11 | 141–225   | 62,7 | 1.283  | 5  | 4  | 78,1  | 70  | 1  |
| 2022                               | Cleveland Browns      | 16 | 236–369   | 64,0 | 2.608  | 12 | 6  | 88,9  | 243 | 2  |
| 2023                               | Washington Commanders | 3  | 18–23     | 78,3 | 224    | 3  | 0  | 146,8 | 19  | 0  |
| 2024                               | New England Patriots  | 8  | 161–95    | 59,0 | 826    | 2  | 1  | 74,2  | 62  | 0  |
| Gesamt                             | Gesamt                | 87 | 1076–1761 | 61,1 | 11.400 | 41 | 18 | 84,3  | 977 | 13 |
| Quelle: pro-football-reference.com |                       |    |           |      |        |    |    |       |     |    |